# SaM146
A SaM146 a francia Snecma és az orosz NPO Szaturn közös vállalata, a 2004-ben alapított PowerJet által fejlesztett kétáramú gázturbinás sugárhajtómű.
A hajtóművet a regionális utasszállító repülőgépek igényeinek megfelelően fejlesztették ki. 2003 áprilisában a Szuhoj vállalat a SaM146 hajtóművet választotta a 75 és 95 üléses Superjet 100 repülőgépéhez. Tervezésénél a megbízhatóság mellett kiemelt cél volt az alacsony üzemanyag-fogyasztás és üzemeltetési költségek.
A hajtómű a Snecma és a General Electrik CFM56 gázturbinás sugárhajtóművén alapul. A francia–orosz együttműködésben a Snecma feladata a nagynyomású kompresszor, az égéstér, a nagynyomású turbinafokozat, a digitális hajtóművezérlés, valamint a segédberendezések erőátvitelének fejlesztése, a teljes hajtómű integrációja és a repülési teszteknek a kivitelezése. A Szaturn a kisnyomású turbinafokozat, a turbóventilátor fejlesztését, a hajtóműnek a Szuhoj Suprjet repülőgéphez történő illesztését és a földi teszteket végzi.
Első légi tesztjére 2007. december 6-án került sor egy Il–76LL fedélzetén. 2011-ben havi öt-hat darab készült, a későbbiekben a gyártási darabszámot havi 12–13 hajtóműre kívánják emelni.
A SaM146 kéttengelyes kialakítású, nagy kétáramsági fokú (turbóventilátoros), axiális átömlésű gázturbinás sugárhajtómű. A kompresszora kétrészes. A kisnyomású kompresszor 3 fokozatú, a nagynyomású 6 fokozatú. Égéstere gyűrűs, a turbinának egy nagynyomású és három kisnyomású fokozata van, előbbi a kompresszort, utóbbi a turbóventilátort hajtja. A hajtóművek kétféle változata létezik. A 62 kN tolóerejű változatot a 75 személyes, a 77,8 kN tolóerejű hajtóművet a 95 személyes Superjeten fogják alkalmazni.

## Műszaki adatok
- Hossz: 2070 mm
- Átmérő: 1220 mm
- Száraz tömeg: 1700 kg
- Maximális tolóerő: 62,3 kN/77,8 kN
- Nyomásviszony: 27,53/27,97
- Kétáramsági fok: 4,43

## Külső hivatkozások
- A PowerJet honlapja Archiválva 2017. július 6-i dátummal a Wayback Machine-ben
- A Snecma honlapja Archiválva 2016. június 3-i dátummal a Wayback Machine-ben
- A SaM az NPO Szaturn honlapján (oroszul)